# 朱懋
朱懋（？—1832年11月23日），中國清朝官員，浙江會稽人，監生、:225布都事。
朱懋自嘉慶二十二年（1817－1818年）起擔任臺灣府臺灣縣大武壠巡檢:137、138，後升任為臺灣府彰化縣南投縣丞:222、225:88。
道光二年五月十七日（1822年7月5日）代理噶玛兰厅頭圍縣丞:115、116，當時正逢工匠林泳春砍伐樟木私煮樟腦、於四圍大坡地聚眾抗官、甚至擄人勒贖、凌虐官差、搶奪料館。:92-93朱懋採分化手法，於道光三年四月（1823年5月－6月）說服小匠林萬等九十八人接受官方條件，並將其安置在常平仓，林泳春憤恨想搶回林萬等人。同年六月一日（1823年7月8日），林泳春與江文魁等八九十人至頭圍常平倉搶人，與林萬等人格鬥，隨後以驗傷為藉口，破壁進入縣丞署喧鬧，被朱懋斥退，時人都認為朱懋鎮靜:92。同年七月（1828年8月－9月）福建水师提督許松年與陞守胡祖福、陞倅呂志恆逮捕、誅殺林泳春:92。
道光八年十月（1828年11月－12月）回任南投縣丞:225，道光十一年（1831年－1832年）再任南投縣丞:225、226。其任職南投期間曾代理嘉義縣知縣，不過任期不詳。:202

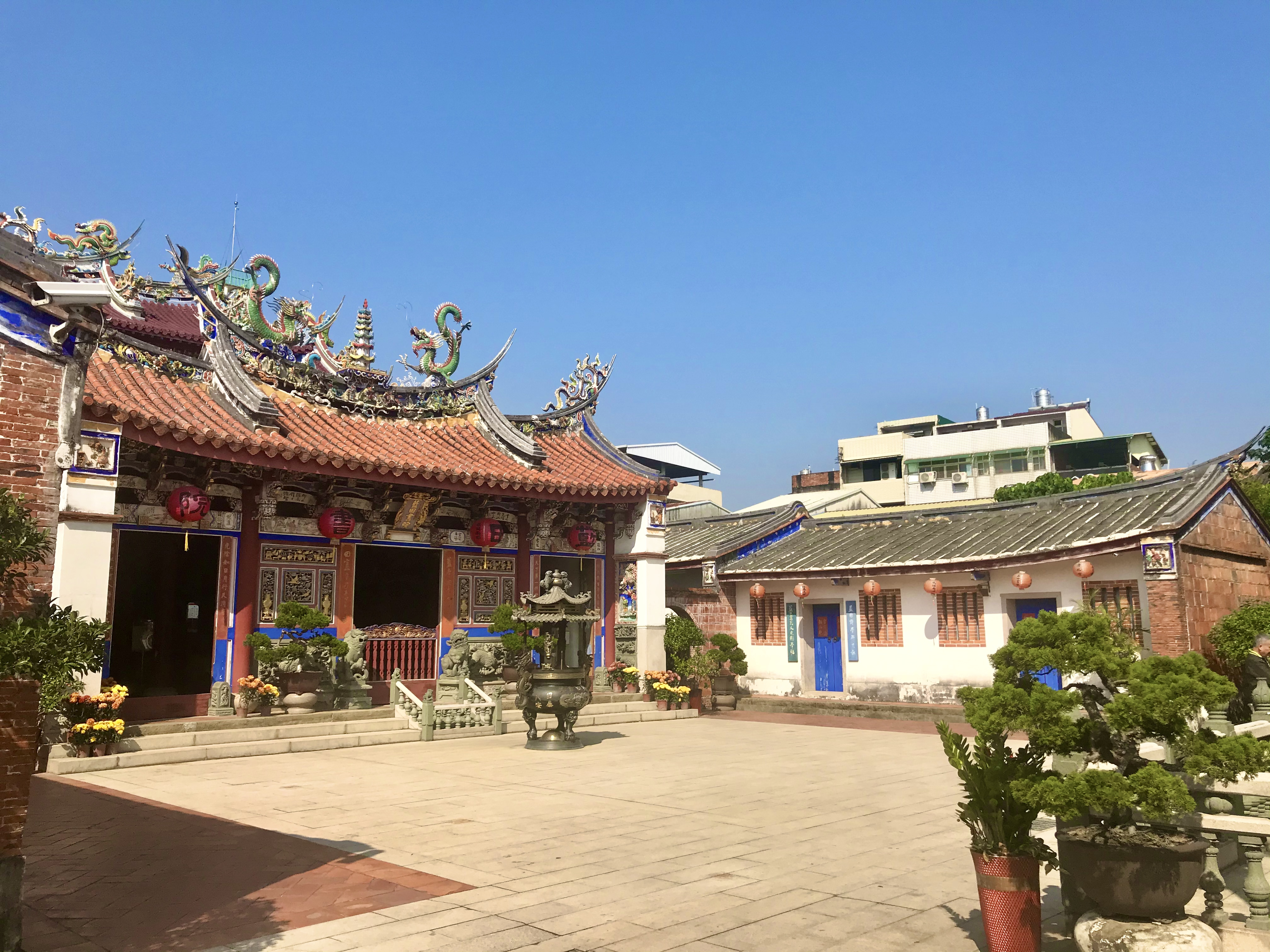
藍田書院

道光十一年十月（1831年11月－12月）經由朱懋提議，南北投、水沙連兩保士庶共建藍田書院。
道光十二年（1832年－1833年）張丙發動民變，十月二日（1832年11月23日）朱懋、臺灣府知府呂志恆與鄉勇兩百人前往平亂，雙方於大排竹（今臺南市白河區大竹里）對峙。代理游擊周進龍臨陣退縮，朱懋以言語刺激他後才準備放炮，但由於方法不對導致敵軍趁機攻擊，朱懋、呂志恆殉職，周進龍及弁兵逃脫。由於朱懋素有政績，據說張丙等人後悔殺之。

## 註解
1. ↑  此職位專管地方治安，仿照淡水艋舺縣丞而設立，駐地為頭圍。[4]:71
2. ↑  當時宜蘭森林茂密，官方並不禁止人民伐木，但樟木為製造戰艦材料，所以通常由官方聘僱匠人開採。[4]:92
3. ↑  呂志恆於七月一日（1828年8月6日[3]）借補為臺灣府撫民理番海防糧補通判[1]:113